# Diocesi di Selinonte
La diocesi di Selinonte (in latino Dioecesis Selinusiensis) è una sede soppressa del patriarcato di Antiochia e una sede titolare della Chiesa cattolica.

## Storia
Selinonte, corrispondente alla città di Gazipaşa (in passato Selinti) nell'odierna Turchia, è un'antica sede episcopale della provincia romana di Isauria nella diocesi civile d'Oriente. Faceva parte del patriarcato di Antiochia ed era suffraganea dell'arcidiocesi di Seleucia, come attestato da una Notitia episcopatuum del patriarcato datata alla seconda metà del VI secolo.
Sono solo tre i vescovi noti di quest'antica diocesi: Neon, che prese parte al primo concilio di Costantinopoli nel 381; Eliano, che si fece rappresentare al concilio di Calcedonia nel 451 dal metropolita Basilio di Seleucia; e Teone, che sottoscrisse nel 458 la lettera dei vescovi dell'Isauria all'imperatore Leone I dopo la morte di Proterio di Alessandria. Le Quien aggiunge il vescovo Alipio, presente al concilio di Efeso nel 431; tuttavia Alipio non era vescovo di Selinonte, ma di Sela in Egitto.
Per un certo periodo, dopo l'occupazione araba di Antiochia, l'Isauria fu annessa al patriarcato di Costantinopoli. La diocesi di Selinonte appare nelle Notitiae Episcopatuum di questo patriarcato nel IX, nel X e nel XIII secolo.
Dal XIX secolo Selinonte è annoverata tra le sedi vescovili titolari della Chiesa cattolica; la sede è vacante dal 21 giugno 1966.

## Cronotassi

### Vescovi greci
- Neon † (menzionato nel 381)
- Eliano † (menzionato nel 451)
- Teone † (menzionato nel 458)

### Vescovi titolari
- Richard Collins † (31 marzo 1905 - 21 giugno 1909 nominato vescovo di Hexham e Newcastle)
- Angelo Portelli, O.P. † (31 marzo 1911 - 19 giugno 1927 deceduto)
- Joseph Nicholas Dinand, S.I. † (12 luglio 1927 - 29 luglio 1943 deceduto)
- Pierre-Paul-Émile Martin, S.M. † (9 novembre 1956 - 21 giugno 1966 nominato arcivescovo di Numea)